# Ocnerioxyna gracilis
Ocnerioxyna gracilis är en tvåvingeart som först beskrevs av Friedrich Hermann Loew 1861.  Ocnerioxyna gracilis ingår i släktet Ocnerioxyna och familjen borrflugor. Inga underarter finns listade i Catalogue of Life.